# Farsta
Pour les articles homonymes, voir Farsta (homonymie).
Farsta est un quartier de la banlieue sud de Stockholm, situé dans le district de Farsta à environ 8 kilomètres du centre de la capitale suédoise.
C'est un lieu particulièrement accidenté, le point le plus haut est situé à une altitude de 71 mètres. Le centre commercial est quant à lui situé à une altitude de 36 mètres.

## Histoire
Le quartier appartenait au domaine de Farsta qui a été incorporé à la ville de Stockholm en 1912. Ce n'est cependant qu'à la fin des années 1950 que la construction d'immeubles d'habitation commence. Auparavant, on y trouvait uniquement des champs agricoles, des bois, quelques masures, le domaine de Hökarängen et une petite école en bois qui était située à l'emplacement de l'actuelle place Farsta Torg.
Le centre commercial Farsta Centrum, qui est inauguré le 23 octobre 1960, est l'une des principales zones commerciales de Stockholm. Il suscite l'intérêt au niveau national mais aussi à l'étranger, et devient bientôt un lieu d'excursion pour les habitants de la capitale. À la suite de travaux d'agrandissement, Farsta Centrum est aujourd'hui le quatrième plus grand centre commercial de Stockholm. 
Pendant de nombreuses années, Farsta a été connecté à la centrale nucléaire d'Ågesta via un réseau de chaleur.

## La placeFarsta Torg
La place Farsta Torg est située dans le centre commerçant de Farsta. Aménagée à la façon d'une piazza italienne, elle est inaugurée le 23 octobre 1960, le même jour que le centre commercial. Longue de 180 mètres et large de 100 mètres, elle a une forme convexe qui s'inspire peut-être de la Piazza delle Erbe à Vérone. C'est le cabinet d'architectes Backström & Reinius qui est chargé de son aménagement.
La place accueille un marché de façon quasi-quotidienne, on y vend entre autres des fleurs et des fruits. Autour de la place, on trouve diverses boutiques et magasins. Une fontaine, œuvre de Per-Erik Willö, a été créée en 1960. Dans la partie nord, on trouvait à l'origine un bassin de baignade pour les enfants, mais il a depuis été recouvert.

### Galerie

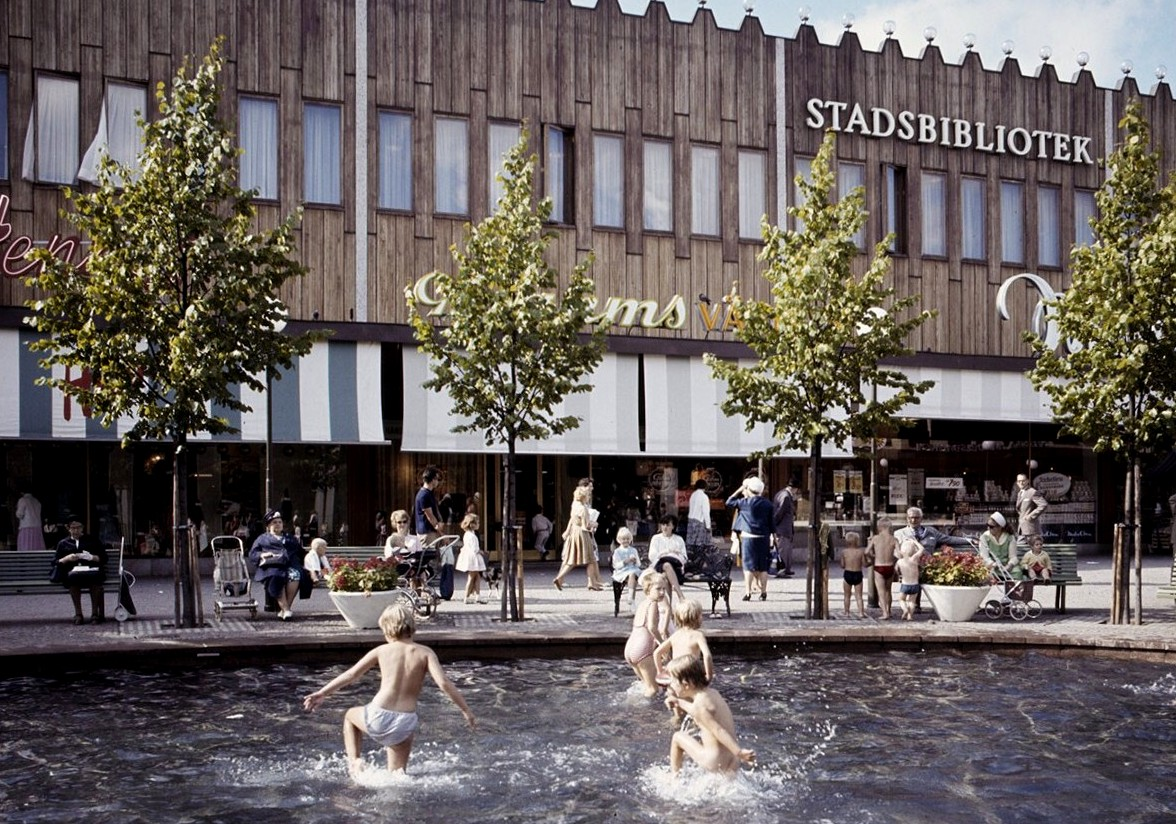
Le bassin de baignade en 1961.
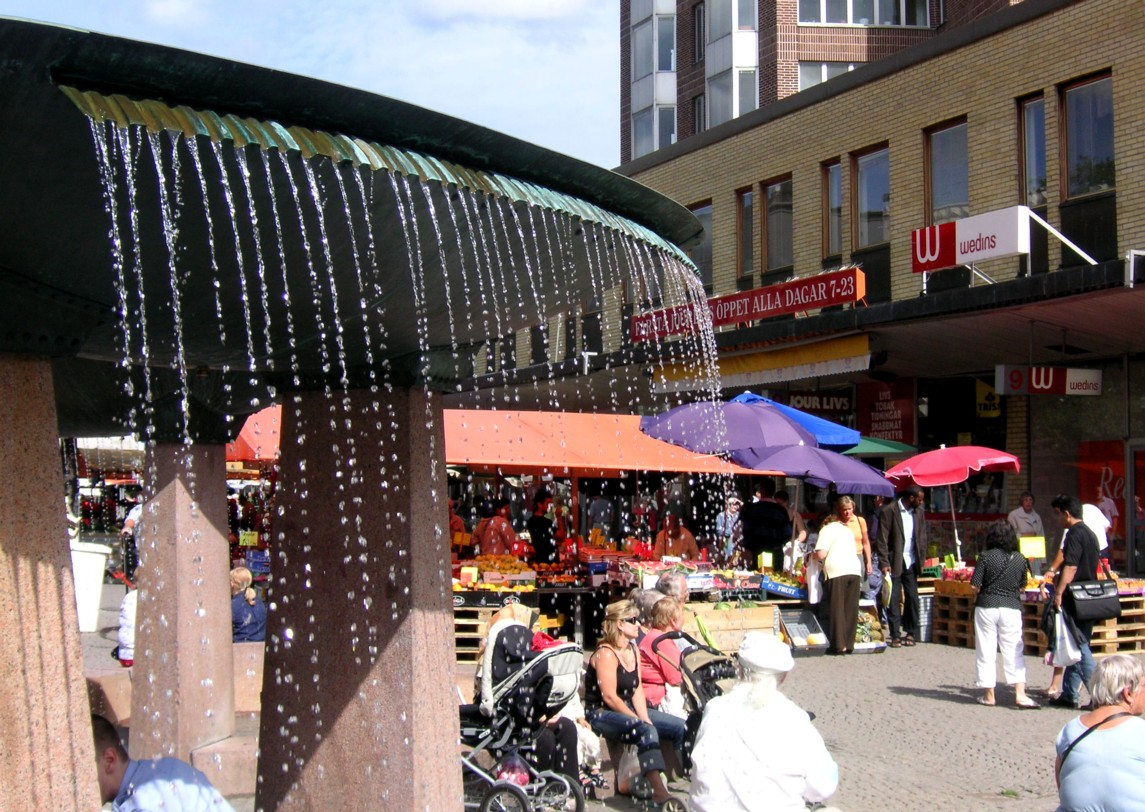
La fontaine en 2007.
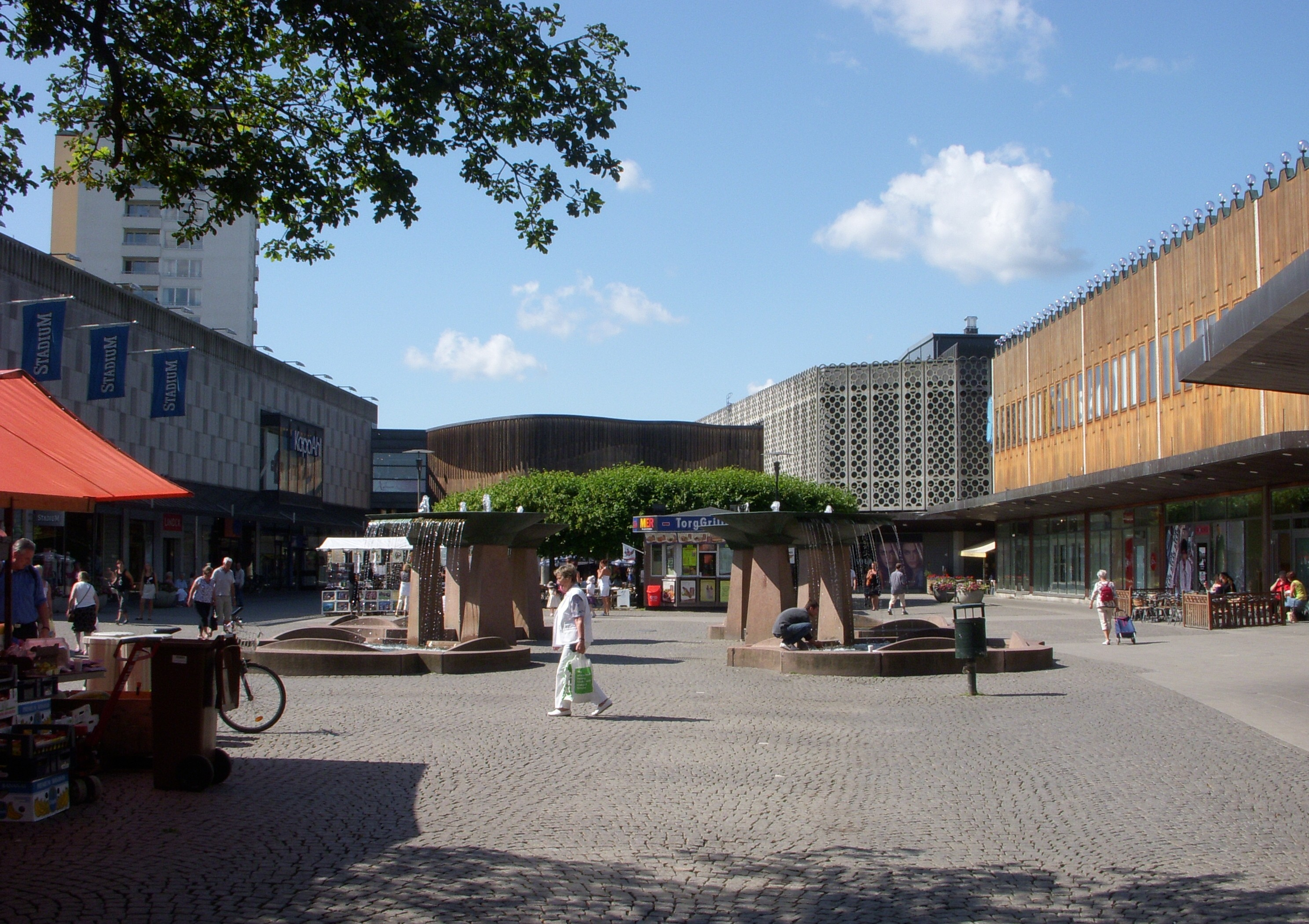
La place en 2009.
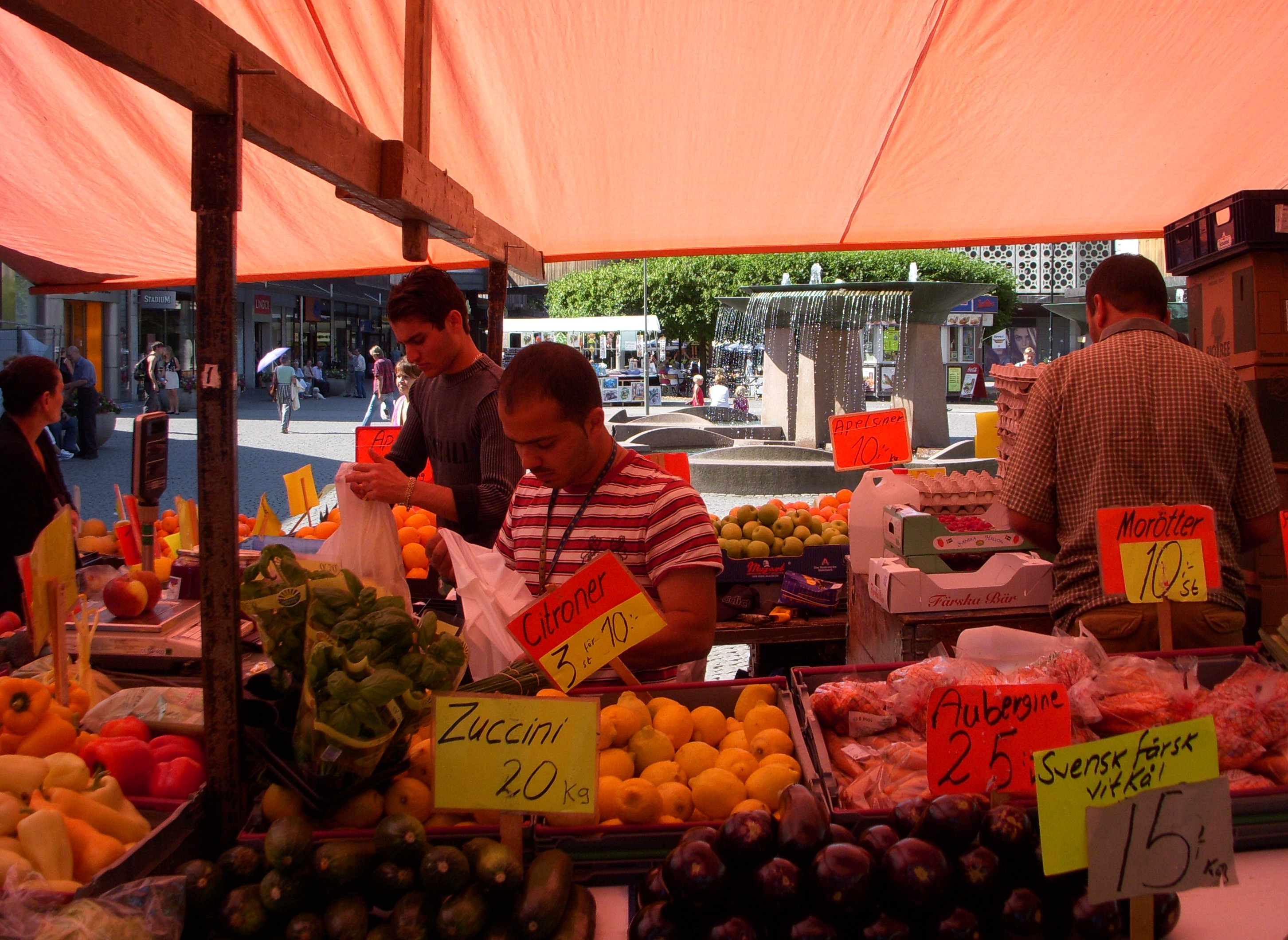
Le marché en 2009.

## Station de métro
La station de métro Farsta est située sur la ligne verte du métro de Stockholm. Elle repose sur un viaduc qui franchit les places Munkforsplan et Kroppaplan dans le quartier commerçant. Elle a été inaugurée le 4 novembre 1960. Elle remplace alors une station provisoire, située un peu plus au nord, qui avait été créée lors de l'extension de la ligne du métro le 19 novembre 1958. La distance entre l'actuelle station et la station de Slussen est d'environ 9,4 kilomètres. Farsta était le terminus de la ligne jusqu'à son extension vers Farsta strand en 1971.
Les entrées de la station sont situées sur les places Farsta Torg et Kroppaplan ainsi que dans la rue Larsbodavägen. Vus depuis la place Farsta Torg, située à l'ouest de la station, les trains qui partent vers la gauche sont en direction d'Alvik et ceux qui partent vers la droite sont en direction de Farsta strand.
Depuis 1982, la station abrite une œuvre de l'artiste Gunnar Larson intitulée Förvandlingar i luftrummet (Variations dans l'espace aérien).

### Galerie

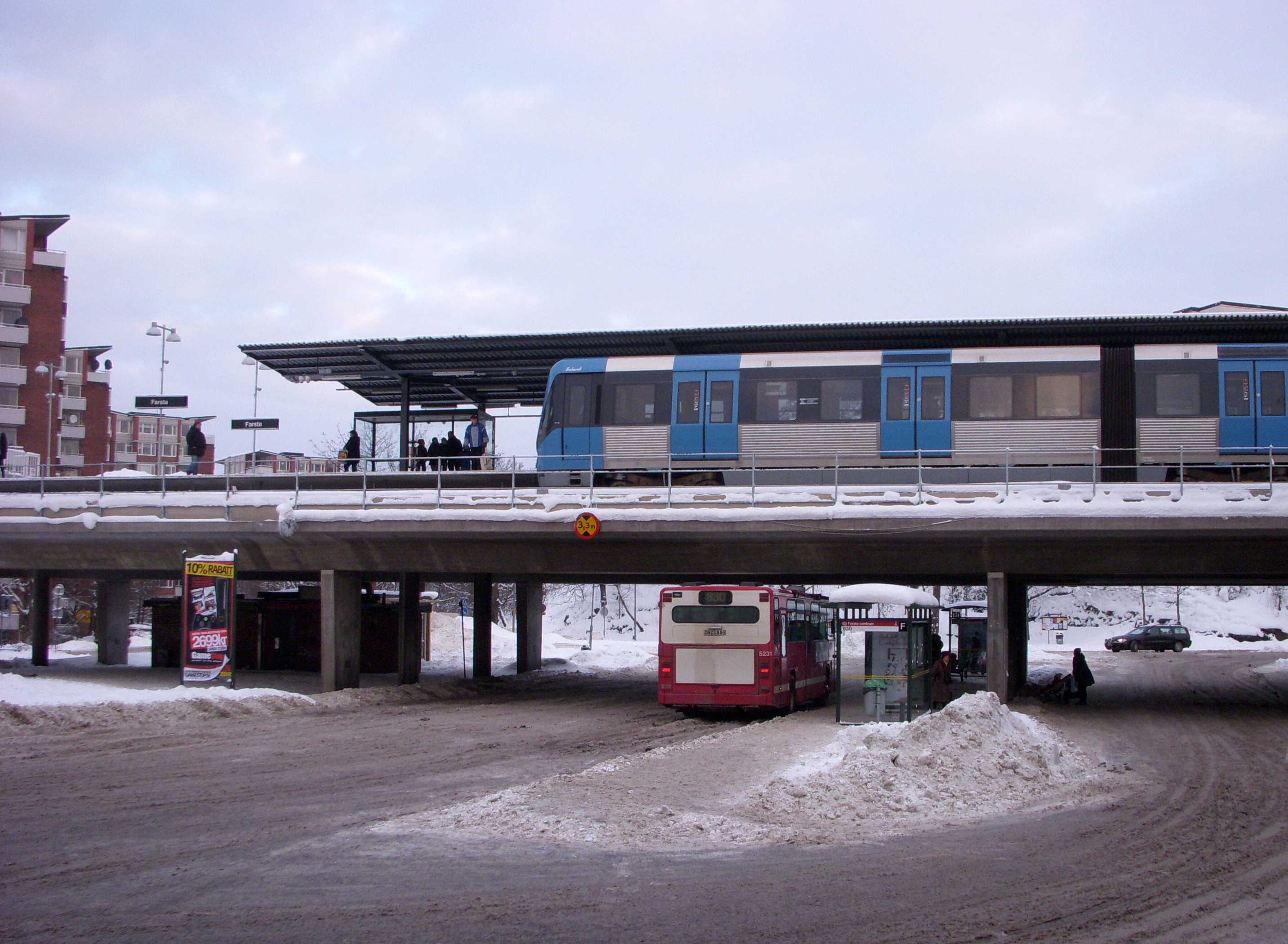
Le viaduc.
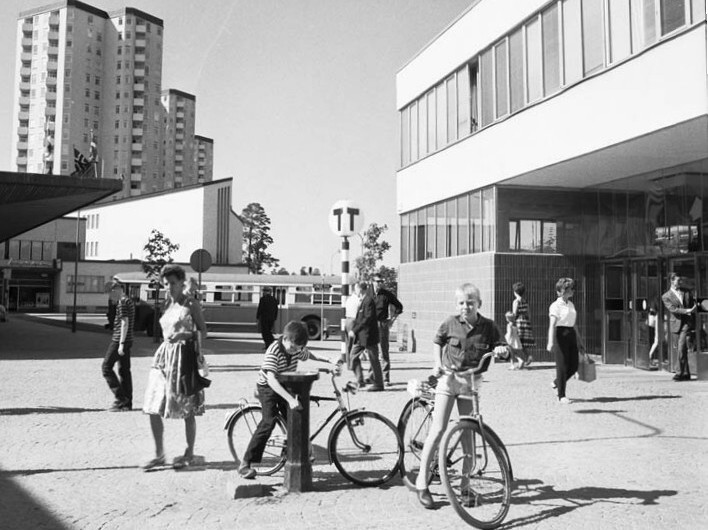
La station en 1963.
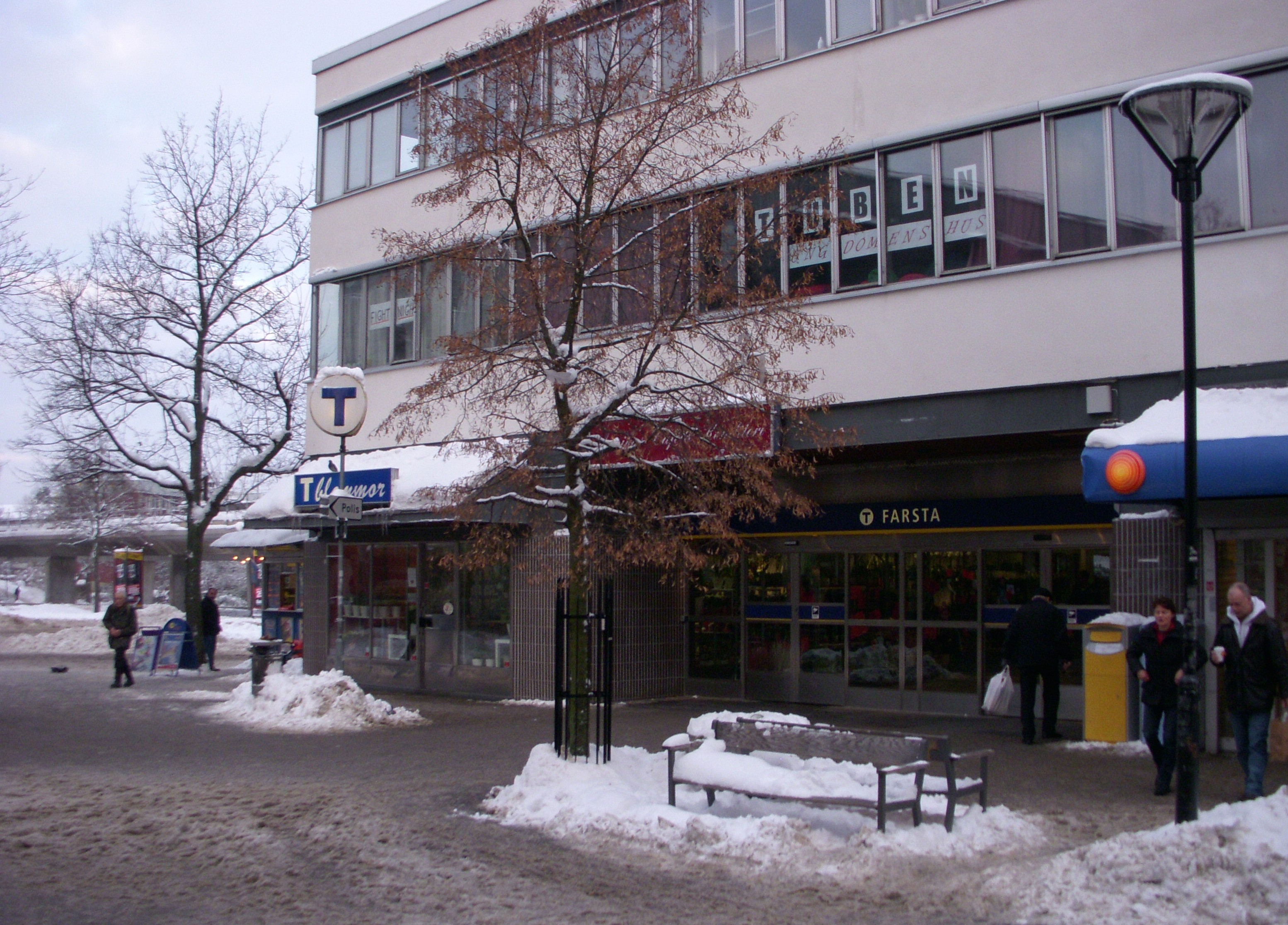
La station en 2009.
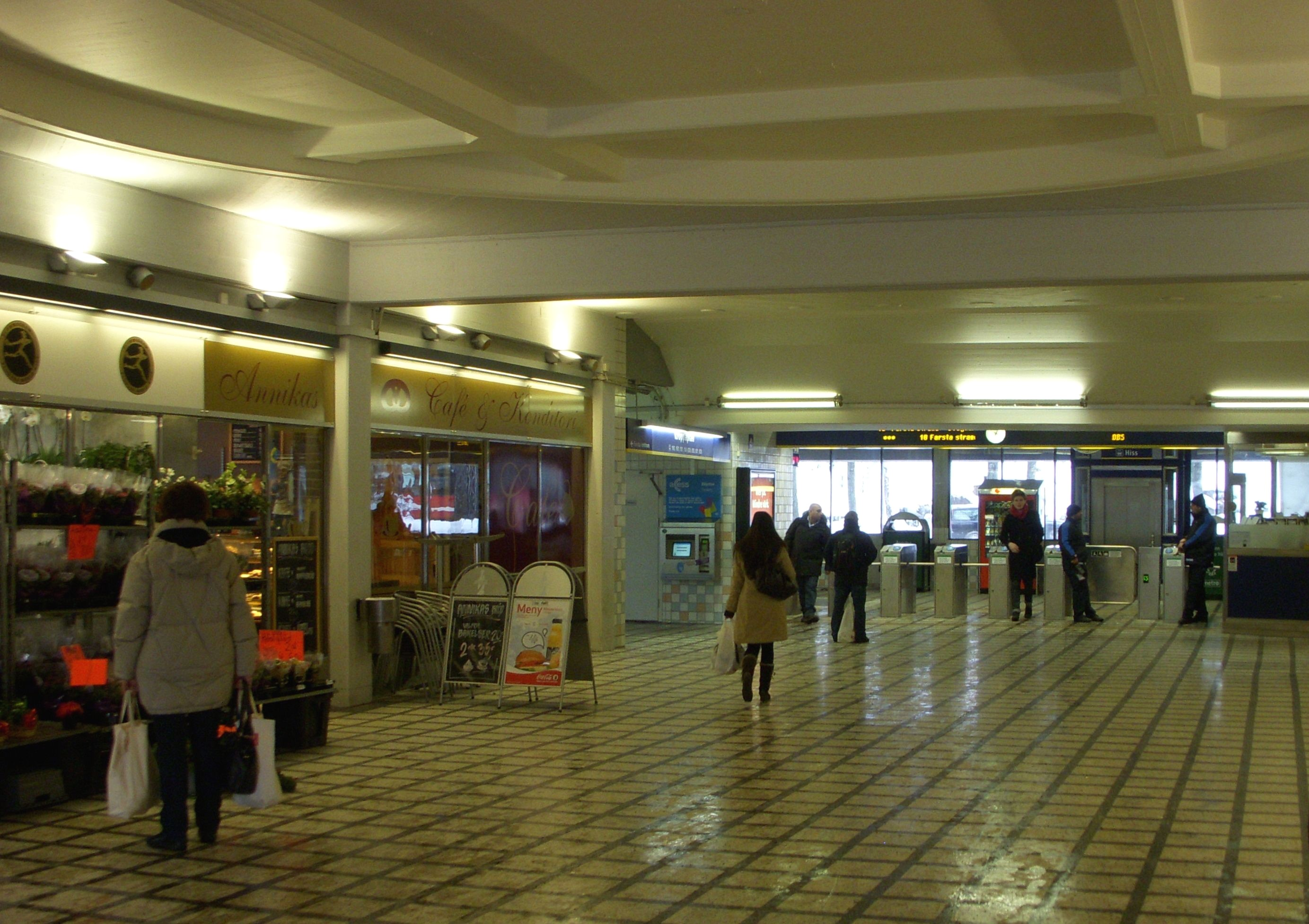
Le hall en 2009.